# APB - A tutte le unità
APB - A tutte le unità (APB) è una serie televisiva statunitense del 2017. È stata trasmessa dal 6 febbraio al 24 aprile 2017 su Fox.
In Italia, la serie è andata in onda in prima visione su Fox dal 28 marzo al 13 giugno 2017. In chiaro, verrà trasmessa dal 28 luglio 2018 su Rai 4.
L'11 maggio 2017, Fox ha cancellato la serie dopo una sola stagione prodotta.

## Trama
Basata a grandi linee su un articolo del New York Times Magazine, la serie racconta la vita di un immaginario ingegnere miliardario, Gideon Reeves, che perde il suo migliore amico in un tentativo di rapina fallito. Il killer rimane a piede libero, allora Gideon chiede giustizia rivolgendosi ai poliziotti del 13º distretto del Chicago Police Department, ma lì è presente una dilagante corruzione e c'è una mancanza di fondi: per questi motivi, il distretto è ormai fuori controllo. Così Gideon decide di investire milioni di dollari di tasca propria per farlo ripartire e riavviarlo come una forza di polizia privata: migliore e più tecnologicamente dotata di qualsiasi altra divisione.

## Episodi
| Stagione       | Episodi | Prima TV USA | Prima TV Italia |
| -------------- | ------- | ------------ | --------------- |
| Prima stagione | 12      | 2017         | 2017            |